# Elaeocarpus schoddei
Elaeocarpus schoddei är en tvåhjärtbladig växtart som beskrevs av Weibel. Elaeocarpus schoddei ingår i släktet Elaeocarpus och familjen Elaeocarpaceae. Inga underarter finns listade i Catalogue of Life.